# 瓦思利耶
瓦思利耶（全称Al Jam'iyatul Washliyah，阿拉伯语：‎，意为“连结”组织）是印度尼西亚北苏门答腊省的一个伊斯兰教民众组织。该组织在印度尼西亚各地设有分支机构，并在埃及、马来西亚、也门、英国和泰国等等国设有分支机构。该组织也参与教育和政治活动。